# Anhímids
Els anhímids (Anhimidae) o xahàs són una petita família d'aus de l'ordre dels Anseriformes.

## Taxonomia
Per molt temps es pensava que estaven relacionats amb els gal·liformes, a causa de la semblança del bec, però realment formen part dels anseriformes.
Segons la Classificació del Congrés Ornitològic Internacional (versió 13.2, 2023) aquesta família conté dos gèneres amb tres espècies:
- Gènere Anhima, amb una espècie: xahà banyut (Anhima cornuta).
- Gènere Chauna, amb dues espècies.